# Viggiù
Viggiù (lombardul: Vigiüü) település Olaszországban, Varese megyében. Lakosainak száma 5147 fő (2023. január 1.). Viggiù Arcisate, Bisuschio, Clivio, Besano, Cantello, Saltrio és Mendrisio községekkel határos.

## Népesség
A település népességének változása:
| Lakosok száma | 5315 | 5318 | 5147 |
|               | 2017 | 2018 | 2023 |